# Było sobie porno
Było sobie porno – polski program rozrywkowy wyśmiewający fabułę filmów porno.
Serial tworzony jest z powycinanych fragmentów filmowych, w których aktorzy podkładając głosy tworzą zupełnie nową, odmienną od pierwowzoru fabułę. Sam sposób nagrywania dubbingu bardzo przypomina polskie filmy z lat PRL. Serial zawiera urywki scen pornograficznych (choć ma więcej fabuły od oryginałów), jest więc przeznaczony dla osób dorosłych.
Przy realizacji niektórych odcinków brali udział satyrycy Grzegorz Halama i Marek Grabie.

## Wersja polska
- Agata Gawrońska
- Anna Apostolakis
- Zbigniew Suszyński
- Jarosław Domin
- Włodzimierz Press
- Miriam Aleksandrowicz
- Julia Kołakowska
- Leszek Zduń
- Kinga Tabor-Szymaniak
- Grzegorz Halama
- Joanna Pach
- Jacek Kopczyński
- Brygida Turowska
- Anna Sroka
- Marek Grabie

i inni.